# Le Corsaire
Le Corsaire (El Corsario) es un ballet en tres actos, cinco cuadros y un epílogo con libreto de Jules-Henri Vernoy de Saint-Georges, inspirado en el poema The Corsair de Lord Byron y en la ópera derivada del mismo El corsario de Verdi, con música de Adolphe Adam. La coreografía original es de Joseph Mazilier y se estrenó por primera vez en el año 1856 en la Ópera de París.
En el año 1858, Marius Petipa y Jules Perrot realizaron una renovación del ballet para el Teatro Bolshói. Esta versión es de la que derivan la mayoría de las adaptaciones y producciones posteriores.

## Argumento
Este ballet está estructurado en tres actos:

### Acto I: El bazar
El traficante de esclavas, Lankedem, muestra su «mercancía» a diversos viandantes. La presencia del riquísimo pachá Saïd conmociona a todos los mercaderes del bazar. Lakedem, astutamente, le va mostrando primero las bellezas argelinas, luego las palestinas; aunque no gustan al pachá las compran otros personajes presentes. Lankedem pone ante el pachá a la irresistible Gulnara, recién capturada; subyugado por su belleza (danza de Gulnara), el pachá la compra inmediatamente y la hace que la lleven a su harén; lanza una bolsa de oro a Lankedem que se regocija (danza triunfal de Lankedem).
Pero ha guardado lo mejor para el final: repentinamente, desvela a la espléndida Medora... El pachá queda anonadado por su belleza. Lankedem simula que no la quiere vender. Aparecen un grupo de hombres forasteros (por la vestimenta); su jefe es Conrad, el corsario, que participa en la subasta y, al final, logra llevársela por la fuerza. Medora ha reconocido a su amante, se deja llevar por Conrad, su servidor Alí y su amigo Birbanto. En esta confusión general, los corsarios liberan al resto de las esclavas —excepto Gulnara, que ya se han llevado al palacio del Pachá Saïd— y, antes de que lleguen los soldados turcos, hacen prisionero a Lankedem y su tesoro.

### Acto II: La cueva de los piratas
En la caverna de los piratas, Medora intenta persuadir a Conrad para que abandone la vida de bandolero y libere a las prisioneras, pero Birbanto y sus amigos no están de acuerdo, pues ellos ya pensaban venderlas y repartirse el botín. Se desata una pelea y Birbanto pacta con Lankedem para darle un somnífero a Conrad y así poder llevarse a Medora. El plan surte efecto y los dos se llevan a Medora mientras Conrad duerme.

### Acto III: El harén
El Pachá Saïd está en su palacio rodeado de odaliscas que bailan para él. Llega Lankedem con una sorpresa: Medora, que baila tristemente pensando en Conrad, aunque se alegra luego al reencontrarse con su amiga Gulnara en el «Jardín animado». Conrad y sus amigos llegan al palacio disfrazados de peregrinos y logran liberar a Medora y Gulnara. Durante la fuga, el Corsario se entera de la traición de Birbanto y lo mata. Conrad, Medora, Alí y Gulnara parten en busca de la felicidad.

## Características técnicas
- Fragmentos coreográficos de: Jules Perrot, Konstantín Serguéiev, Aleksandr Chekryguin.
- Música: Adolphe Adam.
- Fragmentos musicales de: Cesare Pugni, Léo Delibes, Riccardo Drigo, Adolphe Adam, Piotr Georgievich of Oldenburg.
- Libreto: Vernoy de Saint-Georges y Joseph Mazilier; existe una versión posterior de Yuri Grigoróvich.
- Escenografía: Nikolái Sharónov.[3]